# Magneto
Magneto är en fiktiv seriefigur skapad av författaren Stan Lee och tecknaren Jack Kirby för serieförlaget Marvel. Han dök första gången upp i The [Uncanny] X-Men #1 (1963), en serie där han har rollen av antagonist. 
2009 blev Magneto rankad som #1 på IGN:s "Top 100 Super Villains Of All Time".

## Karaktärens egenskaper
Magnetos riktiga namn är Max Eisenhardt, men han har en falsk identitet som Erik Lehnsherr. Han har förmågan att kontrollera metall och magnetism. Magneto kämpar för mutanters rättigheter på ett något extremt sätt och har på detta vis fått fiender i superhjältegruppen X-men, vilka också är mutanter.
Magnetos familj förföljdes av nazisterna på grund av att de var judar. Han sändes till Auschwitz (på hans arm finns tatuerat: A4782) efter att ha sett hela sin familj bli mördad. Han plågas fortfarande av att om han varit medveten om sina krafter vid denna tid, hade han kanske kunnat rädda sin familj. I lägret mötte han Magda (en romsk flicka han träffat innan andra världskriget), och de flydde tillsammans och fick en dotter, Anya. När familjen hotades av en brand, räddade han dem med hjälp av sina krafter, men en skräckslagen mobb av människor lade sig i och han hämnades genom att döda flertalet av dem. Skräckslagen flydde Magda från Magneto. Några månader senare födde Magda tvillingar, som senare fick namnen Pietro och Wanda Maximoff, mer kända som Quicksilver och Scarlet Witch.
Magneto mötte Professor X när de båda arbetade på ett sjukhus nära Haifa i Israel. Ingen av dem avslöjade då att de var mutanter för varandra, men de debatterade livligt vad som skulle hända om mutanterna tog över efter den mänskliga rasen.
Magneto är i grunden god, men med tanke på vad han sett hända sina föräldrar har han blivit fylld med bitterhet och mörka tankar om vanliga människor.
Magneto är en av de mest kända judiska superskurkar som finns. Han är en vithårig man som ser ut att vara i 50-årsåldern. 
2008 utkom det första numret i miniserien "X-men: Magneto Testament", en del i Marvels "Marvel Knights"-serie. Det var i denna serie som Magnetos riktiga namn första gången avslöjades. Serien innehåller detaljer kring Magnetos uppväxt, hur hans familj mördades m.m.

## Filmografi
I X-Men-filmserien spelas han som gammal av Ian McKellen och som ung av Michael Fassbender.
- X-Men (2000)
- X2: X-Men United (2003)
- X-Men: The Last Stand (2006)
- X-Men: First Class (2011)
- The Wolverine (2013, cameo)
- X-Men: Days of Future Past (2014)
- X-Men: Apocalypse (2016)

David Hemblen gjorde Magnetos röst i den tecknade tv-serien X-Men och Christopher Judge gjorde den till X-Men: Evolution.